# Anton Diehl
Anton Diehl (* 10. Januar 1928 in Mainz; † 10. Oktober 2008 ebenda) war ein deutscher Landespolitiker (SPD). Er gehörte von 1979 bis 1987 als Abgeordneter dem Landtag Rheinland-Pfalz an.

## Leben
Diehl besuchte die Volksschule und lernte danach ursprünglich den Beruf des Maschinenschlossers. 1944 legte er die Gesellenprüfung ab und war 1945 bis 1955 als Maschinenschlosser tätig. Im Unternehmen Heidelberger Zement in Weisenau fungierte er seit 1955 als Betriebsratsvorsitzender und seit 1960 als Gesamtbetriebsratsvorsitzender. 1946 trat er in die SPD ein, 1960 wurde er in den Stadtrat von Mainz und 1979 in den Landtag von Rheinland-Pfalz gewählt.
Während seiner parlamentarischen Tätigkeit war er Mitglied im Umweltausschuss und im Petitionsausschuss.
Seit 1946 war er Mitglied der IG Bau-Steine-Erden und dort Vorstandsmitglied des Bezirksverbands Mainz und stellvertretender Vorsitzender des Landesverbands Rheinland-Pfalz / Saarland, Mitglied des Vorstands bzw. stellvertretender Aufsichtsratsvorsitzender der Steinbruchs-Berufsgenossenschaft, Sitz Hannover, Mitglied im Aufsichtsrat der Heidelberger Zement AG, Vorsitzender der AfA Mainz, bis 1972 Vorsitzender der SPD-Seniorenorganisation »AG 60 plus« in Rheinhessen und Mitglied im Bundesausschuss.

## Ehrungen
- Bundesverdienstkreuz am Bande
- Bundesverdienstkreuz Erster Klasse (1998)
- Freiherr-vom-Stein-Plakette
- Wappenteller der Stadt Mainz (1985)
- Ehrenring der Stadt Mainz